# Skarszewo (powiat człuchowski)
Skarszewo (kaszub. Skarszewò) – wieś kaszubska w Polsce położona w województwie pomorskim, w powiecie człuchowskim, w gminie Człuchów.
W latach 1975–1998 miejscowość należała administracyjnie do województwa słupskiego.
Wieś stanowi sołectwo gminy Człuchów.